# 1980-1985 The New Mix in One Go
Albums de Yello
Stella
(1985) One Second
(1987)
1980-1985 The New Mix in One Go est la première compilation du groupe de musique électronique suisse Yello et leur cinquième album édité. Il est composé de version inédites de leurs succès précédents (remixées), des versions déjà parues sur des 33 tours et des singles mais pas encore en album et, enfin, de plusieurs titres édités sur leurs précédents albums et repris tel quel (compilation). Il est paru en 1986. Il s'agissait alors de l'album le plus long du groupe. L'album contient également un titre inédit : Tub Dub. On notera enfin que, contrairement aux autres albums de Yello jusqu'alors, celui-ci ne fut édité que dans une seule maison d'édition musicale pour l'Europe (chez Vertigo/Phonogram), alors qu'il y avait jusque-là des éditions séparées, notamment pour l'Allemagne, la Suisse et le Royaume-Uni. Il fut édité octobre 1986 pour les marchés anglais et canadien.

## Pistes de l'album
| 1.    | Daily Disco           | 4:05 |
| 2.    | Swing                 | 3:26 |
| 3.    | The Evening's Young   | 3:07 |
| 4.    | Pinball Cha Cha       | 3:34 |
| 5.    | I Love You            | 4:07 |
| 6.    | Vicious Games         | 3:51 |
| 7.    | Sometimes (Dr Hirsch) | 3:33 |
| 8.    | Base For Alec         | 2:54 |
| 9.    | Oh Yeah               | 3:05 |
| 10.   | Lost Again            | 4:32 |
| 11.   | Tub Dub               | 2:03 |
| 12.   | Angel No              | 3:05 |
| 13.   | Desire                | 3:34 |
| 14.   | Bananas To The Beat   | 2:27 |
| 15.   | Koladi-Ola            | 2:55 |
| 16.   | Domingo               | 4:30 |
| 17.   | Bostich               | 4:34 |
| 18.   | Live At The Roxy      | 3:54 |
| 63:22 |                       |      |

## Note(s)
1. 1 2 3 4 5 6 7 8  Ces tites ont été remixés expressément pour cet album compilation.

- (en) Cet article est partiellement ou en totalité issu de l’article de Wikipédia en anglais intitulé « 1980–1985 The New Mix in One Go » (voir la liste des auteurs).